# 梁子菜
梁子菜（学名：Erechtites hieracifolia）。又名裂葉昭和草、飛機草、大旱菜、野青菜、饥荒草、菊芹，是菊科菊芹属的植物。分布于北美、台湾岛以及中国大陆的贵州、四川、云南、福建等地，生长于海拔1,000米至1,400米的地区，多生长在林下、山坡、灌木丛中和湿地上。